# Glasgow Grand Prix 2014
Glasgow Grand Prix 2014 byl lehkoatletický mítink, který se konal 11. a 12. 6. 2014 v Spojeném království městě Glasgow. Byl součástí série mítinků Diamantová liga.

## Výsledky
- Archiv výsledků zde [1]

### Muži
| Disciplína     | 1. místo                 | 2. místo                 | 3. místo               |
| 100 m          | Nickel Ashmeade 9,97     | Michael Rodgers 9,97     | Nesta Carter 9,98      |
| 800 m          | David Rudisha 1:43,34    | Andre Olivier 1:45,65    | Michael Rimmer 1:45,89 |
| 5000 m         | Hagos Gebrhiwet 13:11,09 | Yenew Alamirew 13:11,76  | Edwin Soi 13:13,52     |
| 400 m překážek | Javier Culson 48,35      | Ashton Eaton 48,69       | Michael Tinsley 48,91  |
| Trojskok       | Christian Taylor 17,36 m | Will Claye 17,27 m       | Chris Benard 16,54 m   |
| Vrh koulí      | Reese Hoffa 21,67 m      | David Storl 21,38 m      | Tomas Walsh 21,23 m    |
| Hod oštěpem    | Thomas Röhler 86,99 m    | Vítězslav Veselý 85,23 m | Tero Pitkämäki 84,95 m |

### Ženy
| Disciplína      | 1. místo                          | 2. místo                               | 3. místo                           |
| 200 m           | Dafne Schippersová 22,34          | Allyson Felixová 22,35                 | Blessing Okagbareová 22,41         |
| 400 m           | Francena McCororyová 49,93        | Sanya Richardsová-Rossová 50,39        | Novlene Williamsová-Millsová 50,60 |
| 1500 m          | Sifan Hassanová 4:00,67           | Abeba Aregawiová 4:00,94               | Axumawit Embayeová 4:02,78         |
| 3000 m překážek | Hiwot Ayalewová 9:10,64           | Emma Coburnová 9:11,42                 | Milcah Chemos Cheywaová 9:21,91    |
| 100 m překážek  | Queen Harrisonová 12,58           | Lolo Jonesová 12,68                    | Sally Pearsonová 12,87             |
| Skok do výšky   | Blanka Vlašičová 196 cm           | Inika McPhersonová 193 cm              | Ana Šimičová 193 cm                |
| Skok o tyči     | Fabiana Murerová 465 cm           | Katerina Stefanidiová 465 cm           | Yarisley Silvaová 465 cm           |
| Skok daleký     | Tianna Bartolettaová 698 cm       | Katarina Johnsonová-Thompsonová 692 cm | Shara Proctorová 682 cm            |
| Hod diskem      | Gia Lewisová-Smallwoodová 67,59 m | Sandra Perkovićová 66,30 m             | Dani Samuelsová 65,21 m            |